# Flatsjön, Småland
Flatsjön är en sjö i Emmaboda kommun och Tingsryds kommun i Småland och ingår i Nättrabyåns huvudavrinningsområde. Sjön har en area på 0,154 kvadratkilometer och ligger 121,5 meter över havet.

## Delavrinningsområde
Flatsjön ingår i det delavrinningsområde (625683-147531) som SMHI kallar för Ovan Jössebäcken. Medelhöjden är 117 meter över havet och ytan är 33,07 kvadratkilometer. Räknas de 7 avrinningsområdena uppströms in blir den ackumulerade arean 106,74 kvadratkilometer. Avrinningsområdets utflöde Nättrabyån mynnar i havet. Avrinningsområdet består mestadels av skog (71 procent) och jordbruk (11 procent). Avrinningsområdet har 1,32 kvadratkilometer vattenytor vilket ger det en sjöprocent på 4 procent.